# 209 Dywizja Piechoty (III Rzesza)
209 Dywizja Piechoty (niem. 209. Infanterie-Division) – niemiecka dywizja z czasów II wojny światowej, sformowana przez dowództwo Landwehry w Chemnitz na mocy rozkazu z 26 sierpnia 1939 roku, w 3. fali mobilizacyjnej w IV Okręgu Wojskowym.
We wrześniu i październiku 1939 dywizja przebywała w rejonie Saary osłaniając Niemcy przed możliwym atakiem ze strony Francji. W listopadzie przeniesiono ją na teren Polski i po upadku Francji rozwiązano. Pododdziały dywizji zostały włączone do innych związków taktycznych.

## Struktura organizacyjna
- Struktura organizacyjna w  1939 roku:

304., 394. i 414. pułk piechoty, 209. pułk artylerii, 209. batalion pionierów, 209. oddział przeciwpancerny, 209. oddział łączności;

## Dowódcy dywizji
- Generalleutnant Hans Stengel 26 VIII 1939 – 7 I 1940;
- Generalleutnant Wolf Schede 7 I 1940 – 1 VIII 1940;